# Хайно
Хайно (нем. Heino; настоящее имя — Хайнц Георг Крамм (нем. Heinz Georg Kramm); род. 13 декабря 1938, Дюссельдорф, Германия) — немецкий исполнитель популярной и народной музыки. Хайно является одним из наиболее популярных немецких музыкантов, продано более 50 млн. его записей.
Певец известен своим баритоном и своими светлыми волосами в сочетании с тёмными солнцезащитными очками, которые ему приходится носить ввиду экзофтальма. Проживает в городе Бад-Мюнстерайфель, где c 1996
по июнь 2012 года он держал кафе. Музыкой он начал заниматься в 1948 году, когда мать подарила ему аккордеон, хотя его семья едва могла себе это позволить.
Хайно родился 13 декабря 1938 года в Дюссельдорфе, в районе Обербильк, в Германии в семье Хайнриха и Франциски Крамм. Его отец был по профессии дантистом, по вероисповеданию католиком, а его мать была протестанткой. Его дед был органистом кафедрального собора Кёльна. Два двоюродных брата Хайно стали католическими священниками. Его отец в годы Второй Мировой войны вступил в ряды вермахта и был убит 2 августа 1941 года в ходе вторжения в СССР.
До 1945 года Хайно жил в Померании с матерью и старшей сестрой Ханнелоре. В 1945 году он пошёл в школу в Гроссенхайне (Саксония). В 1952 году он переехал в Дюссельдорф, где сначала учился на пекаря и кондитера. В июне 1959 года он женился на 18-летней Генриетте Хипнер (нем. Henriette Heppner), но потом развёлся. У них был один сын Уве (род. 1962 г.). В 1965 году он женился на своей второй жене — Лило Крамм, этот брак также завершился разводом в 1978 году. Она умерла от рака 28 января 2010 года.
Хайно болен экзофтальмом ввиду базедовой болезни. По этой причине на публике он всегда носит тёмные очки, это стало частью его сценического образа. Из-за его светлой кожи и волос некоторые предполагают, что он носит очки ввиду альбинизма.
Впервые Хайно выступил в 1961 году в составе трио OK Singers. Большинство его записей — популярные версии традиционных народных песен, например, Blau Blüht Der Enzian (адаптация народной песни Das Schweizermädel).
Его псевдоним придумала его сестра Ханнелоре, которой было трудно выговорить имя Хайнц Георг.
В январе 2013 года Хайно выпустил новый альбом Mit freundlichen Grüßen, состоящий из 12 кавер-версий популярных немецких песен исполнителя Петера Фокса, групп Die Ärzte, Rammstein и прочих. Альбом занял верхнюю строчку германских чартов и получил золотой диск за более чем 100 тыс. продаж.